# Adelingi
Gli Adelingi (dal longobardo nobiltà, di nobile schiatta) erano un ceto aristocratico, il più elevato nella classe dei Germani liberi. Esso si componeva dei membri della famiglia reale, dei capitribù e dei loro discendenti, tutte persone cui si tendeva ad attribuire un'origine divina. Quando si offendeva uno di tali nobili, la multa era maggiore che per un'offesa arrecata ad un uomo qualunque. Questa nobiltà, nell'epoca carolingia, cedette il posto a un'altra nobiltà che trova la sua origine dai servizi resi al re o prestati alla corte.